# 張鏜 (隆慶進士)
張鏜（1526年—？），字汝揚，號右渠，江西吉安府永豐縣人，民籍，明朝政治人物。

## 生平
嘉靖三十四年（1555年）乙卯科江西鄉試第七十六名舉人。隆慶二年（1568年）中式戊辰科會試第二百六名，三甲第九十一名進士。初授东莞县知县，五年升南京工部都水司主事，萬曆四年（1576年）轉刑部，五年調工部，晋员外郎，升工部虞衡司郎中，十一月升湖广佥事，九年七月升贵州右参议。致仕归乡。

## 家族
曾祖張英策；祖父張宜眾；父張應璧，母陳氏。慈侍下，兄张钦。